# 龍年光
龍 年光（りゅう としみつ、1921年〈大正10年〉10月10日 - 2007年〈平成19年〉3月25日）は日本の政治家、宗教家。通称「りゅう ねんこう」。原島宏治、辻武寿らと同様に支持母体・創価学会の最古参幹部を兼任しながら公明党東京都議会議員団副団長、団長を歴任した。
晩年は、創価学会に反旗を翻した。日蓮正宗の法華講員になった。
詳細は「創価学会#創価学会に対する批判」を参照。

## 来歴
- 1921年（大正10年）

10月10日 東京府荏原郡に生まれる。
- 1946年（昭和21年）

10月 創価学会入会。蒲田支部に所属。
- 1947年（昭和22年）

8月14日 池田大作が初めて出席した支部座談会に同席。
- 1951年（昭和26年）

7月 創価学会男子部結成。第4部隊長に就任。この時、池田は第4部隊の幹事長だったが後に第1部隊長として転出していく。
- 1955年（昭和30年）

4月 創価学会文化部結成。第3回統一地方選挙の１つとして行われた東京都品川区議会議員選挙に無所属で立候補、初当選。学会推薦で東京都区内の議会に当選した32人のうちの1人だった。
- 1959年（昭和34年）

4月 統一地方選挙の１つとして行われた第4回東京都議会議員選挙で、品川区選挙区に無所属（創価学会推薦）で立候補し初当選。以来、7回連続当選。
6月30日 創価学会理事に就任。池田、さらには後に池田の後を受けて学会第4代会長となる北条浩と同時だった。
- 1961年（昭和36年）

11月27日 公明政治連盟の結成に参加し書記長に就任。
- 1963年（昭和38年）

4月 第5回東京都議会議員選挙で初めて公明政治連盟の公認を受け、2回目の当選を果たす。
- 1964年（昭和39年）

11月17日 公明党の結党と同時に参加し、副書記長、都議会議員団長に就任。
- 1965年（昭和40年）

7月 黒い霧事件で自主解散したことを受けた第6回都議会議員選挙で初めて公明党公認として出馬、3回目の当選。
- 1967年（昭和42年）

2月 都議会から衆議院に転進し中央執行委員長になった竹入義勝に請われ、党中央統制委員会副委員長に就任。
- 1969年（昭和44年）

7月 第7回東京都議会議員選挙で公明党が第二会派に躍進。龍も4回目の当選。
8月 公明党の先輩都議、今泉太郎から引き継ぎ、東京都議会副議長に就任。
- 1972年（昭和47年）

9月 東京都議会副議長を同じ公明党の小泉隆に譲り退任。
- 1973年（昭和48年）

7月 第8回東京都議会議員選挙で5回目の当選。
- 1977年（昭和52年）

7月 第9回東京都議会議員選挙で6回目の当選。
- 1981年（昭和56年）

7月 第10回東京都議会議員選挙で7回目の当選。
- 1984年（昭和59年）

公明党中央統制委員会副委員長を退任。
11月 「財団法人 土と人間の蘇生の会」を設立、理事長に就任。
- 1985年（昭和60年）

7月 第11回東京都議会議員選挙に立候補せず、政界を引退。
- 1990年（平成2年）

10月12日 創価学会を脱会。品川区内にある日蓮正宗の寺、高照山妙光寺の檀家となり、法華講に所属する。公明党創立者の池田や学会を批判した。後に都議会時代からの僚友だった竹入も学会に反旗を翻し、公明党・学会は2人が実質的に同一歩調を取ったとみなして竹入を追放処分にした。
- 1992年（平成4年）

6月15日 「土と人間の蘇生の会」が、東京都から食肉市場における汚物搬出処理の委託契約を解除される。
- 2004年（平成16年）

3月4日 「土と人間の蘇生の会」が財団法人からNPO法人に移行、東京都の認証を受ける。しかし、龍は代表者にはならなかった。
- 2007年（平成19年）

3月25日 多臓器不全のため東京都内の病院で死去した。85歳没。死没日付をもって正五位に叙された。

## 役職歴
- 創価学会
  - 男子部第4部隊長
  - 青年部参謀
  - 理事
  - 教学部師範
  - 文化局政治部長
  - 統監部長
  - 壮年部長
- 公明政治連盟
  - 書記長
- 公明党
  - 副書記長
  - 中央統制委員会副委員長
- 都議会公明党
  - 幹事長
  - 議員団副団長
  - 議員団長
- 東京都議会
  - 副議長

## 公益法人と反学会
都議会議員を引退後、食肉市場から出る汚物の処理を請け負う財団法人「土と人間の蘇生の会」を設立。財団法人の機関誌『有徳王』を発行し“反学会”の姿勢を鮮明にした。しかし、法人の目的があくまでも汚物処理の事業であったことから監査請求を受け、東京都は同法人が他団体への批判活動を行うことは法人の目的を著しく逸脱しているとして、1992年4月『有徳王』誌の全発行部数の回収を命じている。
日蓮正宗法華講の機関紙『大白法』（同年4月16日号）に掲載された広告では『有徳王』の発行元を「財団法人　土と人間の蘇生の会」としていたが、次号で発行元が「創価学会解散撲滅の会　代表　竜年光」の間違いだったとする訂正広告を出した。

## エピソード
自由民主党の公明党・創価学会の政教分離に関する部会に山崎正友元弁護士と共に出席した。
1995年9月に転落死をした東村山市の朝木明代市議（当時）の追悼集会に出席し、スピーチを述べたこともある。
龍と同様、反学会に転じた都議会公明党幹事長を務めた藤原行正とは元々馬が合わなかったとされ、龍が藤原と反学会で行動を共にすることはなかった。